# Гай Октавий (дядо на Август)
Вижте пояснителната страница за други личности с името Гай Октавий.
Гай Октавий (на латински: Gaius Octavius) e римски политик, дядо на Октавиан Август.

## Биография
Произлиза от конническата плебейска фамилия Октавии от Велетри. Син е на Гай Октавий (военен трибун) и внук на конника Гай Октавий, който е военен трибун през 205 пр.н.е. Роднина е на Гней Октавий (консул 87 пр.н.е.).
Гай е municipal magistrate и конник. Баща е на Гай Октавий (* 101 пр.н.е.; † 59/58 пр.н.е.), който е първият от рода си станал сенатор и е баща на император Август.
В намерения надпис в Рим пише:
| „ | C(aius) Octavius C(ai) f(ilius) C(ai) n(epos) C(ai) pr[on(epos)] pater Augusti tr(ibunus) mil(itum) bis q(aestor) aed(ilis) pl(ebis) cum C(aio) Toranio iudex quaestionum pr(aetor) proco(n)s(ul) imperator appellatus ex provincia Macedonia | “ |